# Mu Aquarii
Mu Aquarii (μ Aqr /μ Aquarii) es una estrella binaria en la constelación de Acuario. Se encuentra a una distancia de unos 155 años luz de la Tierra. Comparte el nombre tradicional Albulaan con la estrella Nu Aquarii. Su nombre proviene del término árabe al-bulacān, que significa "dos tragadores".
Mu Aquarii es una estrella binaria espectroscópica con una clasificación estelar de A3m. Sus dos componentes tienen un período orbital de 1782 días y una separación de 0.1 arcosegundos.
- Datos: Q3291470